# Cephalorhynchus commersonii
Il cefalorinco di Commerson (Cephalorhynchus commersonii (Lacépède, 1804)) è uno dei quattro delfini del genere Cephalorhynchus.
Vive in due aree geograficamente distinte:
- intorno alla punta meridionale del Sudamerica intorno alla Terra del Fuoco e alle isole Malvine (Falkland), e
- vicino alle isole Kerguelen nella parte meridionale dell'oceano Indiano.

Prendono il nome da Philibert Commerson, che li descrisse per primo nel 1767 dopo averli avvistati nello stretto di Magellano.

## Descrizione fisica
Il cefalorinco di Commerson ha un aspetto molto caratteristico. Ha la testa, la pinna dorsale ricurva e la coda nere, con la gola e il corpo bianchi. La demarcazione tra i due colori è molto netta. Nella forma e nelle dimensioni la creatura è tarchiata e cresce fino a circa 1,7 m.Il suo peso arriva fino a 60 kg. Il suo aspetto ricorda quello di una focena, ma il suo cospicuo comportamento è tipico di un delfino. La pinna dorsale ha la parte anteriore lunga e stretta che termina in una punta ricurva. La posteriore è normalmente concava, ma non falcata. La coda ha una tacca nel mezzo. Questo delfino non ha rostro e il muso idrodinamico con ampie mascelle. Sulla parte inferiore dell'addome la femmina ha una macchia nera che sembra una punta di freccia; nel mentre nel maschio la macchia ricorda una lacrima.I piccoli nascono neri, marroni e grigi, poi diventano neri e grigi e infine le parti grigie diventano bianche. 
Le femmine raggiungono l'età riproduttiva tra i sei e i nove anni. I maschi raggiungono la maturità sessuale all'incirca nella stessa età. L'accoppiamento avviene in primavera ed estate e il parto avviene dopo un periodo di gestazione di 11 mesi; partorisce 1 cucciolo grande quanto la metà della madre a parto e lo svezzamento avviene dopo un anno dalla nascita. Il più vecchio cefalorinco di Commerson conosciuto morì a 18 anni. In cattività vivono per più di 26 anni.

## Popolazione e distribuzione
La specie è distribuita in due aree. La popolazione più numerosa si trova all'interno di varie insenature in Argentina, nello stretto di Magellano e vicino alle isole Falkland. La seconda popolazione (scoperta negli anni cinquanta) risiede vicino alle isole Kerguelen (nell'oceano indiano), 8000 km ad est dei loro cugini più prossimi. Preferiscono le acque basse. La popolazione globale è sconosciuta, ma si ritiene che la specie sia localmente comune. Una stima del 1984 ha stimato che nello stretto di Magellano ci siano 3400 individui.

## Comportamento
Il cefalorinco di Commerson è molto attivo. È stato visto spesso nuotare rapidamente sulla superficie e saltare sull'acqua. Quando nuota può anche girare e roteare su se stesso e deve surfare sulle onde che si infrangono quando si trova molto vicino alla riva. Segue le scie e nuota dietro alle imbarcazioni veloci. Sappiamo anche che si diverte a nuotare capovolto.
Questo delfino si ciba di un miscuglio di pesci costieri e pelagici e di calamari. Quelli della sottopopolazione sudamericana incrementano la loro dieta con crostacei.

## Conservazione
La IUCN classifica il cefalorinco di Commerson come una specie a rischio minimo nella sua Lista Rossa delle Specie Minacciate. La vicinanza del delfino alle coste rende un avvenimento comune le uccisioni accidentali nelle reti da pesca. Questi delfini vennero uccisi per usarli come esca per granchi dai pescatori argentini e cileni negli anni settanta e ottanta. Questa pratica si è ridotta.